# فرهادگرد
فَرهادگِرد شهری در بخش مرکزی شهرستان فریمان استان خراسان رضوی ایران است.

## پیشینه

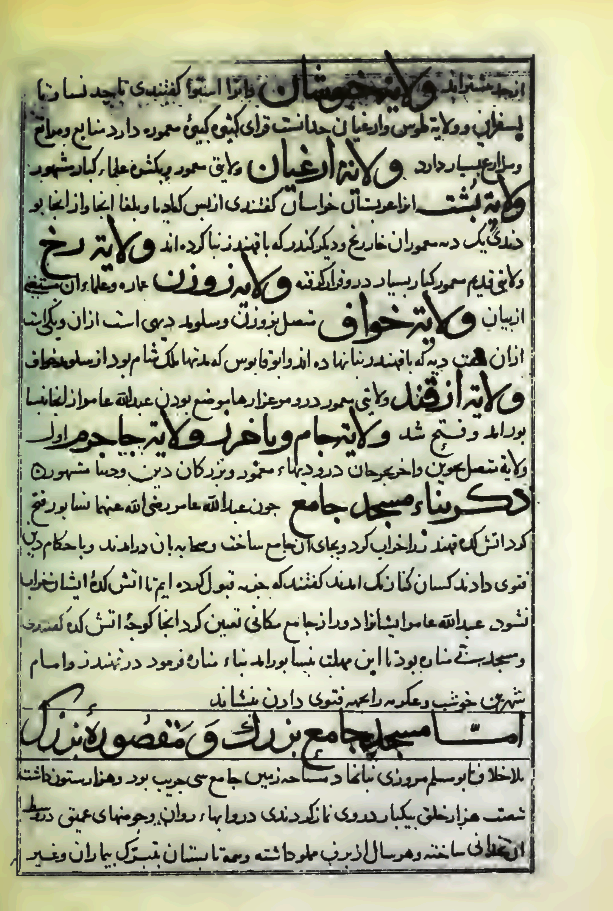
ازقند در میان ولایت‌های ربع نیشابور در صفحه‌ای از نسخه خطی ترجمه کتاب تاریخ نیشابور الحاکم.

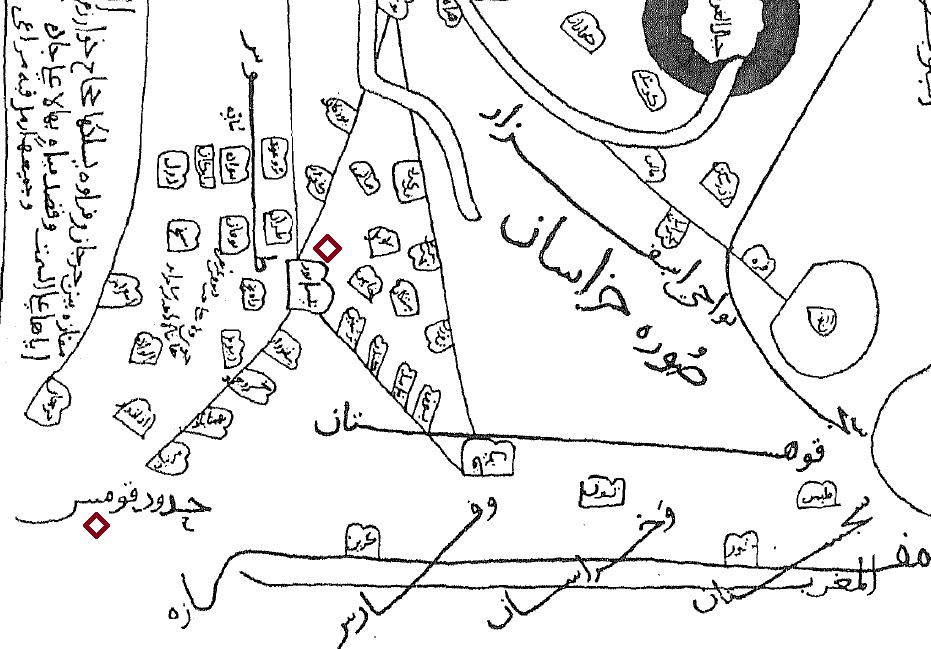
نام فرگرد (فرکرد) بر روی نقشه ابن حوقل در کتاب صورة الارض در قرن چهارم هجری

فرهادگرد، فرگرد یا فرجرد  شهری باستانی که در گذشته مرکز ولایت ازقند در ربع نیشابور، خراسان بوده‌است.

## آثار تاریخی
- تپه فرهاد گرد

## جمعیت
بر پایه سرشماری عمومی نفوس و مسکن در سال ۱۳۹۵ جمعیت این شهر ۸٬۴۴۲ نفر (در ۲٬۳۸۰ خانوار) بوده‌است.